# Област Фјер
Област Фјер (алб. Rrethi i Fierit) је једна од 36 области Албаније. Има 200.000 становника (процена 2011), и површину од 850 km². Налази се на југозападу земље, а главни град је Фјер. Други значајни градови у овој области су Патос и Росковец.
Фјер је познат по античком граду „Аполонији“, где је Цицерон, славни римски оратор, боравио једно кратко време.
Обухвата општине: Дрменас, Жарз, Куман, Курјан, Љеван, Љибофш, Мбростар, Патос, Портз, Росковец, Руждие, Струм, Топој (Топоље), Ћендр (Центар), Фиер (Фјер), Фракул и Цакран.